# كرويدون الشمالية (دائرة انتخابية في المملكة المتحدة)
كرويدون الشمالية  (بالإنجليزية: Croydon North)‏ هي إحدى الدوائر الانتخابية في المملكة المتحدة الممثلة في مجلس العموم في برلمان المملكة المتحدة.
عضو البرلمان الذي يمثلها حالياً هو :Malcolm Wicks (Lab).